# Alfredo Jahn
Alfredo Jahn (Alfredo Jahn (Caracas, Veneçuela, 8 d'octubre de 1867-Ibídem, 12 de juny de 1940) va ser un enginyer, etnòleg, etnògraf, naturalista i explorador científic veneçolà. Va estudiar enginyeria militar en Alemanya i es va graduar en la Universitat Central de Veneçuela. Va participar en la construcció dels ferrocarrils Caracas-València i Caracas-La Guaira i en la carretera trasandina (1885-1925).

## Educació formal, aportacions ingenieriles i científics
Va cursar estudis de enginyeria militar a Alemanya. Es va graduar d'Enginyer en la Universitat Central de Veneçuela, institució on va ser alumne del doctor Adolf Ernst, qui el va induir a interessar-se en les Ciències Naturals. Jahn va participar en les obres de construcció dels ferrocarrils Caracas-València i Caracas-La Guaira i en la carretera trasandina (1885-1925).
Al llarg de la seva vida va reunir un herbari de més de 1.200 plantes. L'Herbari Nacional de Caracas conserva la seva col·lecció. A més va fundar i va presidir l'Acadèmia de Ciències Físiques, Matemàtiques i Naturals en 1933, i va ser membre de l'Acadèmia Nacional de la Història.

## Expedicions científiques
En 1887, juntament amb el químic i investigador Vicente Marcano, va realitzar una expedició etnogràfica i etnològica per l'Alt Orinoco. Va tenir al seu càrrec la part geogràfica i botànica, que va donar inici a la labor de mesura i triangulació de les cadenes muntanyenques i llocs i ciutats entre València i Caracas. També va realitzar l'aixecament topogràfic de la conca del llac de Valencia i diverses expedicions científiques a la regió occidental de Veneçuela.
Un de les seves grans aportacions va ser l'aixecament geodèsic de tota la serralada dels Andes, sent el primer a ascendir al Pico El Cenizo, a muntanya més alta del parc nacional Henri Pittier, al febrer de 1901 i després el Pico Humboldt el 18 de gener de 1911.

## Obres
De la seva obra científica es destaquen:
1. La cordillera venezolana de los Andes (1912);
2. Los aborígenes del occidente de Venezuela (1927);
3. Historia, etnografía y afinidades lingüísticas (2 v., 1927), un del seus treballs més importants;
4. Una importante contribución a la hidrografía de la Guayana venezolana (1931);
5. Los cráneos deformados de los aborígenes de los valles de Aragua (1932) y
6. Aspectos físicos de Venezuela (1941) publicada a l'aniversari de la seva mort.